# Trochalus yeboensis
Trochalus yeboensis är en skalbaggsart som beskrevs av Louis Burgeon 1944. Trochalus yeboensis ingår i släktet Trochalus och familjen Melolonthidae. Inga underarter finns listade i Catalogue of Life.